# Josef Spitzer
Josef Spitzer (geboren 17. Dezember 1907 in Berlin; gestorben 26. Juni 1933 in Berlin-Köpenick) war ein deutscher Kommunist und Mordopfer der Köpenicker Blutwoche.

## Leben
Josef Spitzer war Mitglied der KPD, des Rotfrontkämpfer Bundes und der Rote Hilfe Deutschlands.

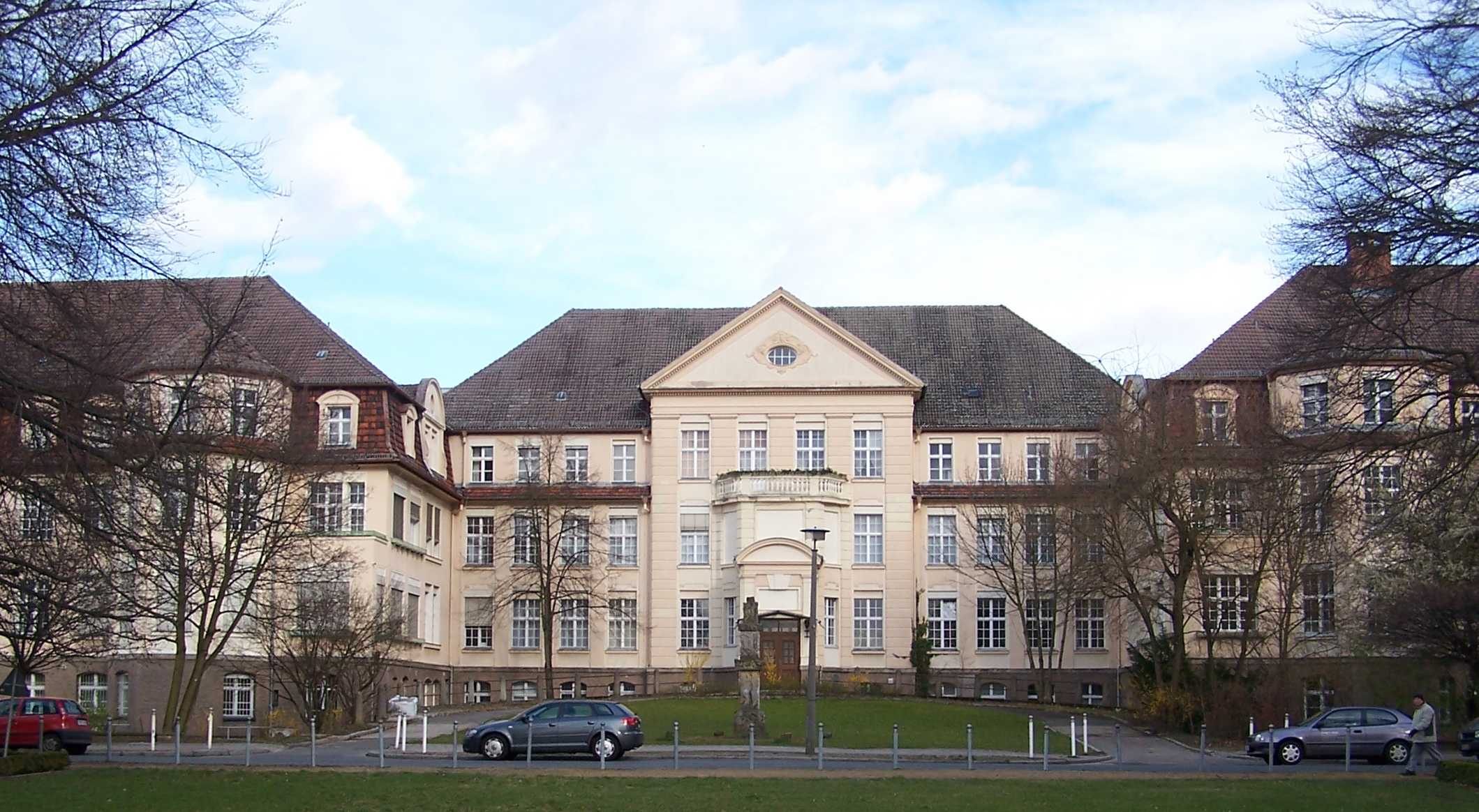
Historisches Haupthaus des Köpenicker Krankenhauses. Hier wurde Josef Spitzer in seinen letzten Lebenstagen ärztlich behandelt.

Während der Köpenicker Blutwoche wurde er am 21. Juni 1933 in seiner Wohnung vom SA-Sturm 2/1 gefangen genommen und in das Sturmlokal „Demuth“ vom SA-Scharführer Gustav Erpel gebracht und dort gefoltert. SA-Leute versuchten ihm ein Hakenkreuz in den Kopf zu schlagen und zwangen ihn Kleesäure zu trinken. Spitzer wurde in das Krankenhaus Köpenick eingeliefert. Der Leiter des Krankenhauses, Reinhold Hinz, versuchte ihm und seinen Leidensgenossen zu helfen. Hinz wandte sich sogar an Joseph Goebbels, der bei der Beerdigungsfeier für die toten SA-Männer Walter Apel, Robert Greul und Wilhelm Klein am 26. Juni 1933 anwesend war, damit sich Goebbels ein Bild von den Verletzungen der Opfer machen könne. Später wurde Hinz seine Approbation entzogen. Auch die Ehefrau Lina Spitzer wandte sich vergeblich an die Polizei um Hilfe und Aufklärung.
Paul Spitzer, auch ein Opfer der Blutwoche, war, anders als oft angegeben, kein Bruder von Josef Spitzer.

## Ehrungen
- Am 31. Juli 1947 wurde eine Straße nach Josef und Paul Spitzer benannt.[6]